# Торпедо
Торпедо је подводно навођено или ненавођено средство намењено уништавању бродова и других пловила. Реч потиче од латинске речи torpe, која значи парализовати, осакатити. Испаљује се из бродова, подморница, авиона, обалних утврђења, хеликоптера и других платформа.
До Првог светског рата израз се употребљавао за сва бојна средства, која су била намењена поморском ратовању, касније су се та средства посебно каталогизовала.

## Историја
Прва торпеда су у ствари биле поморске мине, које су бродови вукли за собом на дугим ланцима и детонирали их кад су се нашле испод трупа непријатељског брода. Касније, у Америчком грађанском рату такве мине су постављали на дуге штапове испред прамца брода и детонирали их кад приђу непријатељском броду.
Торпедо облика какаг данас познајемо настао је 1860. године. Представљен је јавности исте године, док је демонстрација рада била године 1866.
Пројектил је имао коначну брзину од 6 чворова, максимални домет од око 900 м. Погон му је омогућавао компримован ваздух у трупу, који је погонио вијак смештен на крају трупа преко мотора с унутрашњим сагоревањем. Бојна глава је била напуњена глоксилином.
Године 1891, Whitehead је отворио фабрику торпеда у Енглеској, која је почела производити прва навођена торпеда.
Први брод, потопљен помоћу оваквог торпеда, била је Blanco Encalada, коју је у чилеанском грађанском рату 23. априла 1891. потопио торпедни чамац Lynch.
Пред Први светски рат торпедо је постао основно оружје подморница, његов развој је брзо напредовао. Појавила су се прва радио навођена торпеда, и прва самонаводећа торпеда која је усмјеравао звук који производе бродски мотори.
До пре Другог светског рата развој торпеда је скоро сасвим престао, међутим за вријеме рата развој се наставио. Битних иновација у самој грађи није било. Јапанци су измислили торпедо, који умјесто компримованог ваздуха употребљава компримовани чисти кисеоник. Повећао се домет торпеда, тачност, брзина и разарајућа моћ другачијим смесама експлозива у глави торпеда.

### Проналазак модерног торпеда
Прототип самоходног торпеда креиран је по налогу Ђиованија Луписа, аустроугарског поморског официра из Ријеке (данашња Хрватска), у то време лучког града Аустроугарске монархије, и Роберта Вајтхеда, енглеског инжењера који је био управник градске фабрике. Године 1864, Лупис је представио Вајтхеду планове Салвакосте („Coastsaver“), плутајућег оружја вођеног ужима са копна које су поморске власти одбациле због непрактичних механизама за управљање и погон.
Године 1866, Вајтхед је изумео прво ефикасно самоходно торпедо, истоимено Вајтхедово торпедо. Француски и немачки изуми су блиско следили, и термин торпедо је почео да описује самоходне пројектиле који путују испод или по води. До 1900. године, термин више није укључивао мине и мине-замке пошто су светске морнарице додале подморнице, торпедне чамце и разараче торпедних чамаца у своје флоте.
Вајтхед није био у могућности да значајно побољша машину, пошто су мотор са сатом, причвршћена ужад и начин површинског напада допринели спором и гломазном оружју. Међутим, он је наставио да разматра проблем након што је уговор окончан и на крају је развио цевасти уређај, дизајниран да самостално ради под водом, а покретан компримованим ваздухом. Резултат је било подморничко оружје, Minenschiff (мински брод), прво модерно самоходно торпедо, званично представљено аустријској царској поморској комисији 21. децембра 1866.
Прва испитивања нису била успешна, јер оружје није могло да одржи курс на сталној дубини. После много рада, Вајтхед је 1868. представио своју „тајну” која је ово превазишла. Био је то механизам који се састојао од хидростатичког вентила и клатна који су омогућавали подешавања хидроплана торпеда како би се одржала унапред подешена дубина.

### Производња и ширење
Након што је аустријска влада одлучила да инвестира у изум, Вајтхед је покренуо прву фабрику торпеда у Ријеци. Године 1870. побољшао је уређаје да путују до отприлике 1.000 yd (910 m) брзином до 6 kn (11 km/h), а до 1881. фабрика је извозила торпеда у десет других земаља. Торпедо је било покретано компримованим ваздухом и имало је експлозивно пуњење од бездимног барута. Вајтхед је наставио са развојем ефикаснијих уређаја, демонстрирајући торпеда способна за 18 kn (33 km/h) 1876. године, 24 kn (44 km/h) 1886. и, коначно, 30 kn (56 km/h) 1890. године.
Представници Краљевске морнарице (RN) посетили су Ријеку на демонстрацијама крајем 1869. године, а 1870. године наручена је серија торпеда. Године 1871. Британски Адмиралитет платио је Вајтхеду 15.000 фунти за део његових развојних пројеката и производња је започета у Краљевским лабораторијама у Вуличу следеће године. Године 1893, RN производња торпеда је премештене у Краљевску фабрику оружја. Британци су касније основали експерименталну поставу за торпеда у ХМС Вернон и производни погон у Краљевској фабрици торпеда у Гриноку 1910. Ти погони су сада затворени.

## Погонска средства код торпеда
Постоји више начина на који се торпедо креће.
- торпеда на компримован ваздух
- торпеда на загрејани компримован ваздух
- торпеда на комбинован погон (загрејани компримован ваздух и пара)
- торпеда на компримован кисеоник

## Начин навођења
Разликујемо навођена торпеда и ненавођена торпеда. Навођени се наводе помоћу магнетског поља, звука, радио таласа, сонара и других средстава.

## Галерија
- Торпедо на француској подморници